# 赵东
赵东（1971年7月—），男，满族，中华人民共和国政治人物，现任中国共产党第二十届中央委员会候补委员，中国石油化工集团有限公司董事、总经理、党组副书记。